# ماديسون بيرد
ماديسون بيرد هي متزلجة فنية كندية، ولدت في 19 أبريل 1994 في سكاربورو، تورنتو في كندا.

## وصلات خارجية
- ماديسون بيرد على موقع الاتحاد الدولي للتزلج (الإنجليزية)